# Pia Halvorsen
Pia Halvorsen (født 1965) er en norsk-svensk skuespillerinde. Hun fik sin uddannelse på Teaterhögskolan i Stockholm og dimitterede i 1993.
Halvorsen har medvirket i forskellige tv-serier såsom Skærgårdsdoktoren, Ægte mennesker og Advokaten. I 2021 vandt hun den norske filmpris Amandaprisen i kategorien bedste kvindelige birolle for filmen Den største forbrydelse (2020).

## Privatliv
Halvorsen har tidligere boet sammen med skuespilleren Jacob Nordenson, som hun har to børn med.

## Udvalgt filmografi
- Rederiet (tv-serie, 1997)
- Skærgårdsdoktoren (tv-serie, 1997-1998)
- Wallander (tv-serie, 2009)
- Uskyldigt dømt (tv-serie, 2009)
- Beck (tv-serie, 2009)
- Mamma er en superhelt (kortfilm, 2012)
- Ægte mennesker (tv-serie, 2012-2014)
- Fjällbacka-mordene - Lysets dronning (2013)
- Skadestuen i Holby (tv-serie, 2013)
- Gåsmamman (tv-serie, 2015-2019)
- Valkyrien (tv-serie, 2017)
- All Inclusive (2017)
- Infektionen (kortfilm, 2018)
- Advokaten (tv-serie, 2018)
- Den blomstertid nu kommer (2018)
- We Got This (tv-serie, 2020)
- Den største forbrydelse (2020)
- Maria Wern (tv-serie, 2021)
- Ammo (tv-serie, 2022)